# Microclymene tricirrata
Microclymene tricirrata är en ringmaskart som beskrevs av Arwidsson 1906. Microclymene tricirrata ingår i släktet Microclymene och familjen Maldanidae. Arten har ej påträffats i Sverige. Inga underarter finns listade i Catalogue of Life.